# Linares de Riofrío
Linares de Riofrío is een gemeente in de Spaanse provincie Salamanca in de regio Castilië en León met een oppervlakte van 27,90 km². Linares de Riofrío telt 990 inwoners (1 januari 2016).